# 木村崋邦

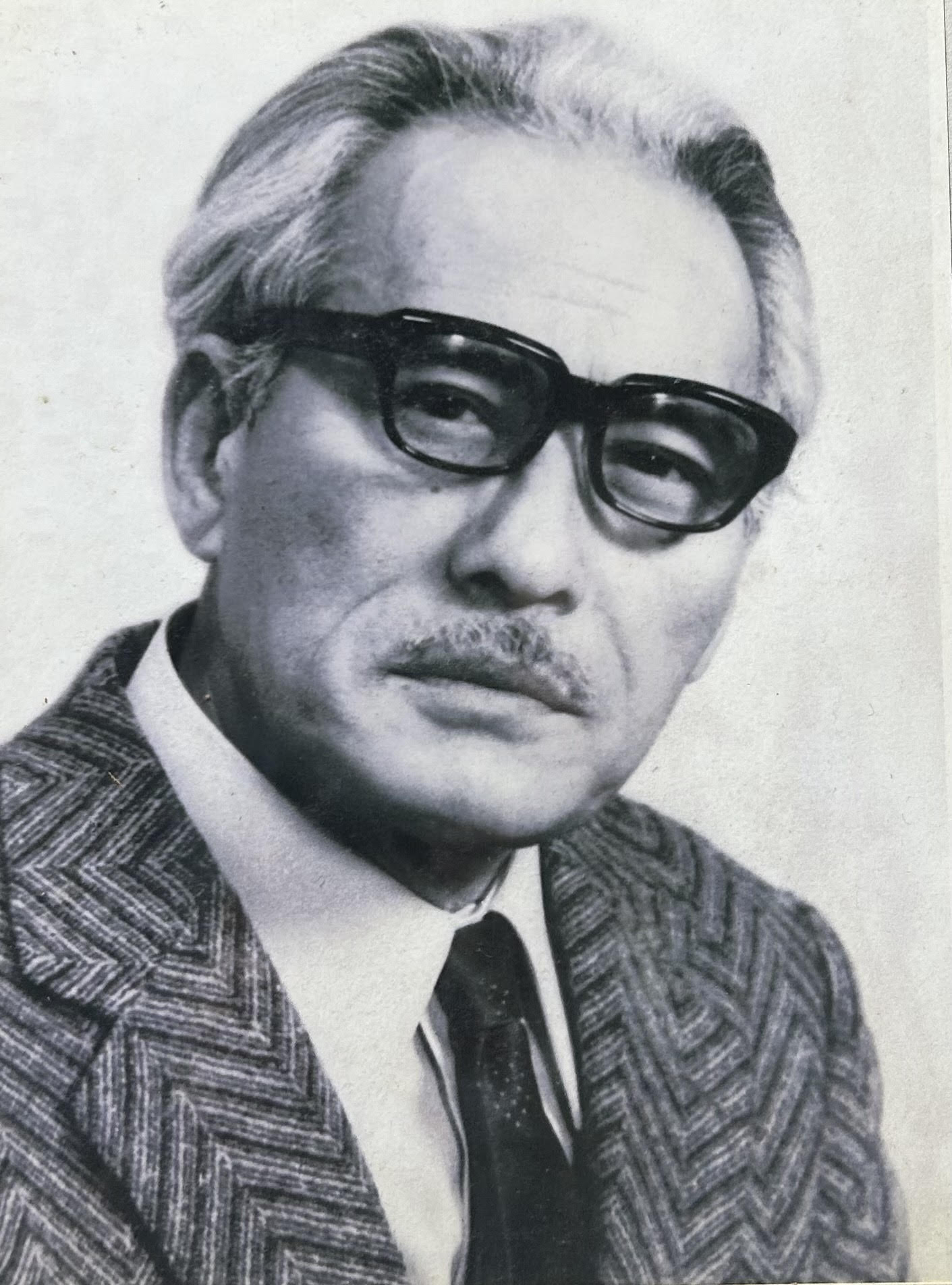
木村崋邦　肖像

木村崋邦（きむら かほう、1903年10月31日-1982年12月25日）は、日本の画家。本名は木村敞（きむら たかし）。

## 経歴
茨城県竹原下郷（現・小美玉市）出身。1920年に上京し、関田華亭に師事して崋山系花鳥画を学ぶ。1921年、日本南画会に初出品。1922年、松林桂月の天香画塾の塾生となり、主として山水花鳥などを描く。1923年、第1回茨城美術展に初出品。1948年、日本水墨会創立展に出品。1965年、日本南画院評議員に就任（1967年同理事、1971年同常任委員）。この頃、高松宮殿下から推賞され、志操を一新した。1969年、水墨画研究のため、黒曜会を主宰。1970年、第15回日本南画院に「浅春」200号を出品し、その後、東京銀座において、画業50年記念個展を催した。高松宮殿下に水墨画を献上した。1971年、関東水墨画研究会を主宰。
1982年、神奈川県横須賀市で死去。

## 作品
- 「オアシス」（横須賀美術館所蔵）
- 「浅春」
- 「白樺湖」